# Phare d'Eigerøy
Le phare d'Eigerøy  (en norvégien : Eigerøy  fyr)  est un phare côtier situé dans la commune de Eigersund, dans le Comté de Rogaland (Norvège). Il est géré par l'administration côtière norvégienne (en norvégien : Kystverket).
Le phare est classé patrimoine culturel par le Riksantikvaren depuis 1998.

## Histoire
Le phare est situé sur la petite île de Midbrødøya juste à l'ouest de l'île de Eigerøya. Il a été établi en 1854 et automatisé en 1989.
C'était le premier phare en fonte de Norvège, et son succès a encouragé la construction de beaucoup d'autres sur le littoral norvégien. La lumière utilise une lentille de Fresnel de 1er ordre et produit une lumière de 3.905.000 candelas. Il est accessible par la route et la tour est ouverte le dimanche en juillet.

## Description
Le phare  est une tour conique en fonte, avec une galerie et une lanterne de 33 mètres de haut. La tour jouxte un bâtiment de service de deux étages. Le phare est peint en rouge avec une bande horizontale blanche. Il émet, à une hauteur focale de 46,5 mètres, trois éclats blancs toutes les 30 secondes. Sa portée nominale est de 18,8 milles nautiques (environ 35 km).

Identifiant : ARLHS : NOR-010 ; NF-0945 - Amirauté : B3184 - NGA : 1960.
|                      |
| Le phare (1890-1900) |

|          |
| Le phare |

### Lien connexe
- Liste des phares de Norvège